# کوسه بلعنده کوچک‌باله
کوسه بلعنده کوچک‌باله (نام علمی: Centrophorus moluccensis) نام یک گونه از تیره میان‌ربایندگان است.